# قهوة إيرلندية

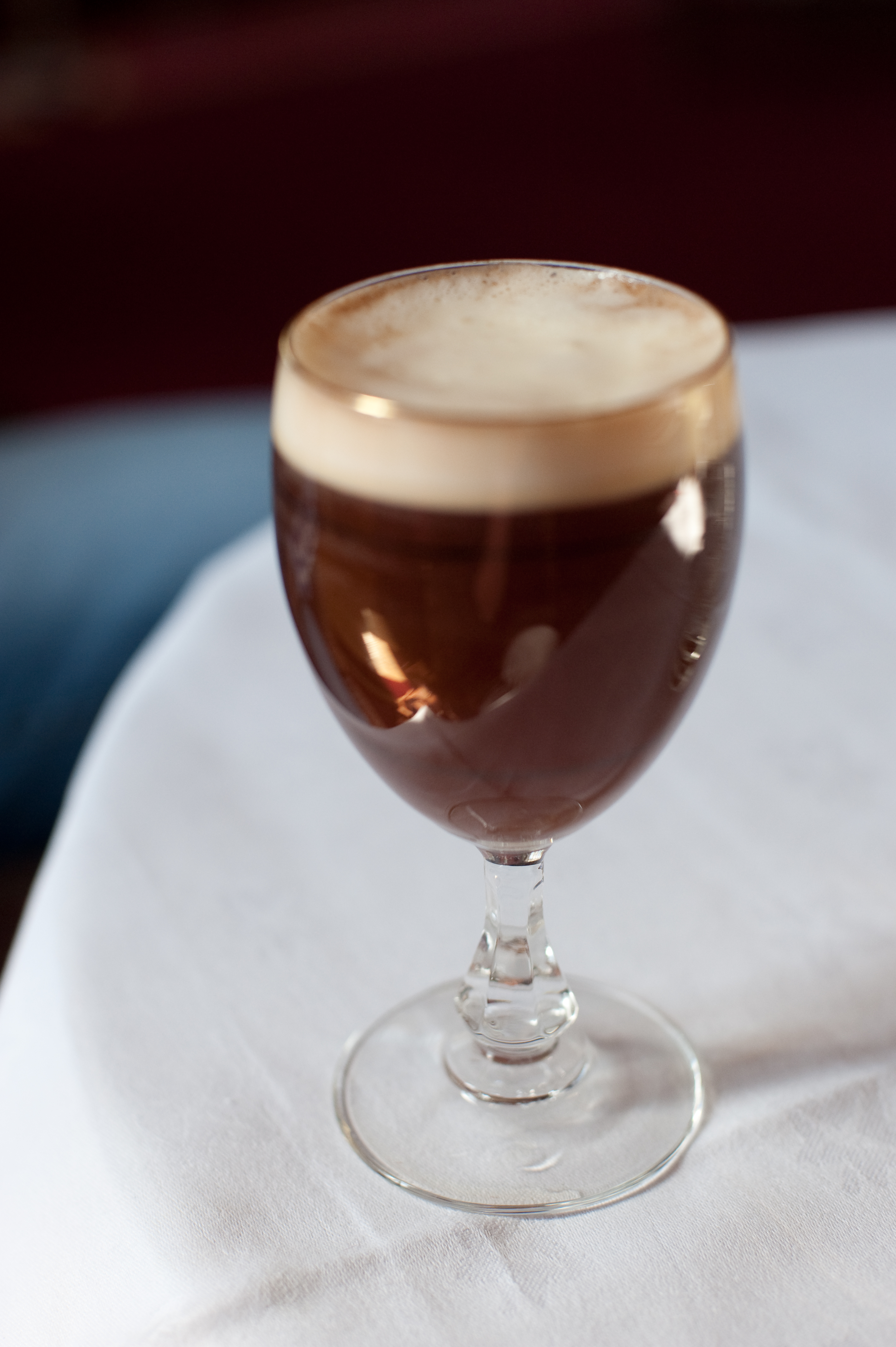
كاس من القهوة الأيرلندية

القهوة الأيرلندية (بالإيرلندية Caife Gaelach) عبارة عن كوكتيل مكون من خليط القهوة الساخنة، الويسكي الإيرلندي والسكر مع الكريمة. بحسب الوصفة الأصلية الكريمة غير مخفوقة مع أن البعض يستعمل الكريمة المخفوقة.
ينسب اختراع هذا المشروب إلى جوزف شريدان، الشيف الرئيسي في مطار بوينس، الواقع في غربي إيرلندا حيث قدّم المشروب للمسافرين عبر الأطلنطي في أربعينات القرن العشرين. أحد المسافرين، صحفي بجريدة سان فرانسيسكو كرونيكل ادعى نقل المشروب إلى أمريكا بعد نجاحه بإقناع أحد بارات سان فرانسيسكو بتقديم المشروب.